# Martijn Katan
Martijn Katan (Arnhem, 1946) is een Nederlandse emeritus hoogleraar in de voedingsleer en auteur van enkele populairwetenschappelijke boeken over voeding. Van 2009 tot 2025 was hij columnist voor NRC. 

## Loopbaan
Katan studeerde chemie en biochemie aan de Universiteit van Amsterdam. Hij promoveerde in 1977 in moleculaire biologie aan dezelfde universiteit bij Piet Borst.
Vanaf 1976 werkte Katan aan de Landbouwuniversiteit Wageningen met als onderzoeksgebied "Voeding en risicofactoren voor cardiovasculaire aandoeningen". In 1998 werd hij daar tot persoonlijk hoogleraar in de humane voeding benoemd. Hij bekleedde die functie tot 2006. In 2005 werd Katan geselecteerd als vooraanstaand Wagenings onderzoeker voor het project Keur de Wetenschap. In het kader van dit project werden vele van zijn publicaties gedigitaliseerd en Open Access gemaakt. Katan was eveneens "Nutrition Foundation Professor"  aan de Universiteit van Nijmegen van 1985 tot 1998. Tussen 1998 en 2003 was hij wetenschappelijk directeur van het "Nutrition and Health"-programma van het Wageningen Centre for Food Sciences.
In 2005 stapte hij van de Wageningen Universiteit over naar de Vrije Universiteit Amsterdam waar hij als hoogleraar voedingsleer werd aangesteld. Op 1 februari 2011 ging hij met emeritaat. 
Hij is sinds 2003 lid van de Koninklijke Nederlandse Akademie van Wetenschappen (KNAW). In 2005 werd hij door de KNAW benoemd tot Akademiehoogleraar. Hij was van 1990 tot 2009 lid van de Gezondheidsraad.
Katan werd diverse malen onderscheiden op zijn vakgebied, zoals met de European Nutrition Award, de European Lipid Science Award en de Epstein Award
Van 2009 tot 2025 schreef hij elke vijf weken een column voor NRC. Op 5 juni 2025 verscheen zijn laatste column. 

## Onderzoek
Het onderzoek van Katan is gericht op de relatie tussen voedingsstoffen en de effecten op het hart. Katan maakte naam door zijn onderzoek naar cholesterol en transvetzuren. Hij toonde onder andere aan dat gekookte koffie (keteltjeskoffie of boerenkoffie) cholesterolverhogend werkt, maar filterkoffie niet. Mede door zijn onderzoek naar de schadelijke werking van transvetzuren besloot de Europese industrie veel minder van die ongezonde vetten in voedingsmiddelen toe te passen.

## Persoonlijk
Martijn Katan stamt af van Joodse marskramers. Op een bijeenkomst in Huize Schëffer, waar Henk van Gelderen in 2013 voordracht hield, vertelde Katan hoe zijn vader was gered door het bombardement van Huize Kleykamp. Zijn grootouders waren toen al op 19 oktober 1942 in Auschwitz vermoord.
 In 2021 publiceerde Katan het boek Geen makke schapen over het oorlogsverleden en verzetsactiviteiten van zijn vader en een aantal andere familieleden.
Op 25 juli 2011 werden in aanwezigheid van Katan, voor onder andere vijf van zijn familieleden, struikelstenen geplaatst bij het adres Voorstraat 42 in Brielle.